# Mozilla Firefox 3.5
Mozilla Firefox 3.5 — версия браузера Mozilla Firefox, увидевшая свет в июне 2009 года, которая носит кодовое название Shiretoko.
Firefox 3.5 использует новый движок Gecko 1.9.1, в браузере были произведены изменения в управлении вкладками, исправления в совместимости с веб-стандартами и улучшения конфиденциальности, включающие новый приватный режим, позволяющий пользователям удалить все личные данные в конце сессии, а также сильно переработан JavaScript-движок.
Кроме того, в финальной версии браузера изменился логотип на новый. Он в целом остался прежним, но изображение лисицы было изменено так, чтобы подчеркнуть его объём; в частности, языки пламени хвоста лисицы стали более явно охватывать планету (англ. planet mozilla).
Firefox 3.5.x поддерживался компанией Mozilla до лета 2011 года.

## Разработка
Перед выходом Firefox 3.0, 17 июня 2008 года, началась разработка Firefox 3.1 под кодовым названием «Shiretoko». Он планировался как релиз, включавший в себя новые элементы интерфейса, такие как новый механизм поведения переключения вкладок, поддержку HTML 5 элемента <video> и CSS свойства text shadows.

### Альфа-версии
Первая альфа-версия стала доступна 28 июня 2008 года. В ней стало доступно новое переключение вкладок, добавлена поддержка новых свойств CSS и HTML и произведены исправления в «умной» адресной строке. Также увеличилось количество баллов в прохождении теста Acid3 до 84 из 100.
Вторая альфа-версия была выпущена 5 сентября 2008 года с поддержкой HTML 5 элемента <video> и технологии web worker threads.

### Бета-версии и релиз
14 октября 2008 года увидела свет первая бета-версия Firefox 3.1. Она включала в себя новый JavaScript-движок TraceMonkey, который был по умолчанию отключён, и поддержку W3C Geolocation API. Вторая бета-версия стала доступна 8 декабря 2008 года с поддержкой режима приватного просмотра и удалением нового механизма поведения переключения вкладок. Firefox 3.1b3 вышел 12 марта 2009 года. Следовавшая за ним четвёртая бета-версия, появившаяся 27 апреля 2009 года, сменила цифру браузера на 3.5. 8 июня компания Mozilla выпустила Preview-версию, также известную как 3.5b99 для дополнительного тестирования перед релиз-кандидатом.
Первый релиз-кандидат стал доступен для обновления 17 июня 2009 года. Два дня спустя, 19 июня, появился второй кандидат, а следовавший за ним третий — 24 июня 2009 года. Firefox 3.5 был официально выпущен 30 июня 2009 года.
22 марта 2011 года вышла версия 3.5.18, в которой была улучшена стабильность и безопасность.

## Возможности

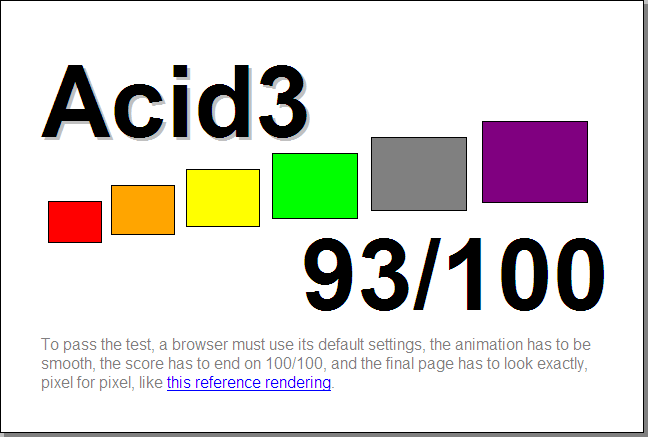
Результат прохождения теста Acid3

Firefox 3.5 использует движок Gecko 1.9.1, который включает поддержку HTML 5 элементов <audio> и <video> — Ogg Theora для обработки видео и Vorbis для обработки аудио. Другими добавленными функциями являются режим приватного просмотра, нативная поддержка JSON и технология web worker threads. Также появилась поддержка multi-touch и обновлённый логотип.
Кроме того, в браузере с установленной по умолчанию русской локализацией в качестве стандартного решения для обработки поисковых запросов вместо Google используется Яндекс.